# Ignatas Konovalovas
Ignatas Konovalovas (Panevėžys, 8 de diciembre de 1985) es un ciclista lituano que fue profesional entre 2008 y 2024.

## Trayectoria
Debutó como profesional el año 2008 de mano del equipo francés Crédit Agricole. Después en 2016 corrió en el equipo francés Team Marseille 13-KTM. Actualmente corre en el equipo Groupama-FDJ.
Su victoria más destacada la consiguió en el Giro de Italia 2009, al vencer en la última etapa de la prueba con inicio y final en Roma. La etapa fue una contrarreloj individual de 15 km y se impuso a Bradley Wiggins en un segundo, quedando en tercera posición Edvald Boasson Hagen.
En noviembre de 2024 puso fin a su carrera tras no poder competir durante todo el año por problemas de espalda.

## Palmarés
| 2005 (como amateur) - 3.º en el Campeonato de Lituania Contrarreloj 2006 (como amateur) - Ronde d'Isard, más 1 etapa - 2.º en el Campeonato de Lituania Contrarreloj - 2.º en el Campeonato de Lituania en Ruta 2007 - 1 etapa de la Ronde d'Isard - 2.º en el Campeonato de Lituania en Ruta - 2.º en el Campeonato de Lituania Contrarreloj 2008 - 1 etapa del Tour de Luxemburgo - Campeonato de Lituania Contrarreloj 2009 - Giro del Mendrisiotto - 1 etapa en el Giro de Italia - Campeonato de Lituania Contrarreloj 2010 - Campeonato de Lituania Contrarreloj 2012 - 2.º en el Campeonato de Lituania Contrarreloj 2013 - Campeonato de Lituania Contrarreloj - 2.º en el Campeonato de Lituania en Ruta | 2014 - 2.º en el Campeonato de Lituania Contrarreloj - 3.º en el Campeonato de Lituania en Ruta 2015 - Cuatro Días de Dunkerque - 3.º en el Campeonato de Lituania Contrarreloj 2016 - Campeonato de Lituania Contrarreloj 2017 - 1 etapa de los Cuatro Días de Dunkerque - Campeonato de Lituania Contrarreloj - Campeonato de Lituania en Ruta 2021 - Campeonato de Lituania en Ruta 2022 - 3.º en el Campeonato de Lituania en Ruta 2023 - 3.º en el Campeonato de Lituania en Ruta |

## Resultados en Grandes Vueltas y Campeonatos del Mundo
Durante su carrera deportiva consiguió los siguientes puestos en las Grandes Vueltas y en los Campeonatos del Mundo en carretera:
| Carrera              | Carrera              | 2008 | 2009 | 2010  | 2011  | 2012 | 2013 | 2014 | 2015 | 2016  | 2017  | 2018 | 2019 | 2020  | 2021 | 2022  | 2023  | 2024 |
| -------------------- | -------------------- | ---- | ---- | ----- | ----- | ---- | ---- | ---- | ---- | ----- | ----- | ---- | ---- | ----- | ---- | ----- | ----- | ---- |
|                      | Giro de Italia       | —    | 90.º | 106.º | 102.º | —    | —    | —    | —    | 134.º | —     | —    | Ab.  | 124.º | —    | 115.º | 105.º | —    |
|                      | Tour de Francia      | —    | —    | 127.º | —     | —    | —    | —    | —    | —     | F. c. | —    | —    | —     | Ab.  | —     | —     | —    |
|                      | Vuelta a España      | —    | Ab.  | —     | Ab.   | —    | —    | —    | —    | —     | —     | —    | —    | —     | —    | —     | —     | —    |
| Mundial en Ruta      | Mundial en Ruta      | Ab.  | 30.º | 89.º  | 67.º  | —    | 22.º | Ab.  | —    | —     | 102.º | Ab.  | —    | —     | —    | —     | —     | —    |
| Mundial Contrarreloj | Mundial Contrarreloj | 37.º | 8.º  | 12.º  | 28.º  | —    | 32.º | 39.º | —    | —     | 20.º  | 43.º | —    | —     | —    | —     | —     | —    |

—: no participa

F. c.: descalificado por "fuera de control"

Ab.: abandono

## Equipos
- Crédit Agricole (2007-2008)[4]
- Cervélo Test Team (2009-2010)
- Movistar Team (2011-2012)
- MTN Qhubeka (2013-2014)
- Team Marseille 13-KTM (2015)
- FDJ (2016-2024)
  - FDJ (2016-2018)
  - Groupama-FDJ (2018-2024)